# مبارك واكاسو
مبارك واكاسو (بالإنجليزية: Mubarak Wakaso)‏ (مواليد 25 يوليو 1990 في تامالي) هو لاعب كرة قدم غاني محترف يلعب لصالح نادي إسبانيول في إسبانيا، جناح أيسر.
استعدي واكاسو لتمثيل غانا في كأس العالم تحت 17 سنة لكرة القدم 2005 في بيرو، ولعب مباراتين في مرحلة المجموعات ولكن الفريق خرج من البطولة (بعد ثلاثة تعادلات).

## وصلات خارجية
- صفحة اللاعب على BDFutbol
- مبارك واكاسو على موقع الاتحاد الدولي (مؤرشف)  (الإنجليزية)
- مبارك واكاسو على موقع قاعدة بيانات كرة القدم.إي يو (الإنجليزية)
- مبارك واكاسو على موقع ناشيونال فوتبول تيمز (الإنجليزية)
- مبارك واكاسو على موقع Soccerbase.com (لاعب) (الإنجليزية)
- مبارك واكاسو على موقع Soccerway.com (الإنجليزية)
- مبارك واكاسو على موقع عالم كرة القدم.نت (الإنجليزية)
- مبارك واكاسو على موقع AS.com (الإسبانية)